# ماركو بيكولي
ماركو بيكولي هو لاعب كرة قدم إيطالي، ولد في 30 أكتوبر 2001.

## وصلات خارجية
- ماركو بيكولي على موقع قاعدة بيانات كرة القدم.إي يو (الإنجليزية)
- ماركو بيكولي على موقع Soccerway.com (الإنجليزية)